# Зелёный Дол (Нижегородская область)
Зелёный Дол — посёлок в Богородском районе Нижегородской области (посёлок сельского типа).

## История
Основан примерно в 1890 году.

## Экономика
Основные предприятия посёлка: Богородское торфопредприятие: добыча — переработка торфа.

## Население
| 1999 | 2002 | 2010 |
| ---- | ---- | ---- |
| 133  | ↘97  | ↘78  |